# فریتس فلد
فریتس فلد (آلمانی: Fritz Feld؛ ۱۵ اکتبر ۱۹۰۰ – ۱۸ نوامبر ۱۹۹۳) بازیگر اهل آلمان بود. که در بیش از ۱۴۰ فیلم در طول ۷۲ سال فعالیت خود، هم در فیلم‌های صامت و هم ناطق حضور داشت. مشخصهٔ بارز و خاص او این بود که با کف دست، دهان خود را می‌زد تا صدای «پاپ» ایجاد کند.

## گزیدهٔ فیلم‌شناسی
- بارفلای (۱۹۸۷)
- تاریخ جهان، قسمت ۱ (۱۹۸۱)
- بزرگترین عاشق جهان (۱۹۷۷)
- فیلم صامت (۱۹۷۶)
- جمعه عجیب (۱۹۷۶)
- قوی‌ترین مرد جهان (۱۹۷۵)
- پسران آفتاب (۱۹۷۵)
- ماشین حساب عوضی (۱۹۶۹)
- کمدین (۱۹۶۹)
- سلام، دالی! (۱۹۶۹)
- بتمن (۱۹۶۸–۱۹۶۷)
- پابرهنه در پارک (۱۹۶۷)
- پنه‌لوپه (۱۹۶۶)
- سه نفر روی نیمکت (۱۹۶۶)
- هارلو (۱۹۶۵)
- فریب‌خورده (۱۹۶۴)
- ۴ نفر برای تگزاس (۱۹۶۳)
- وعده‌ها! وعده‌ها! (۱۹۶۳)
- معجزه سیب (۱۹۶۱)
- شیفته زن‌ها (۱۹۶۱)
- کشتی را ترک نکن (۱۹۵۹)
- خط فرانسه (۱۹۵۳)
- خانه پر او. هنری (۱۹۵۲)
- ملاقات با خطر (۱۹۵۰)
- کارهای ناشایست جولیا (۱۹۴۸)
- زندگی پنهان والتر میتی
- شبح اپرا (۱۹۴۳)
- ایسلند (۱۹۴۲)
- چکاوک (۱۹۴۱)
- بیا با من زندگی کن (۱۹۴۱)
- پیروزی (۱۹۴۰)
- بزرگ کردن بیبی (۱۹۳۸)
- هتل هالیوود (۱۹۳۷)
- جادوی سیاه (۱۹۲۹)
- آخرین فرمان (۱۹۲۸)
- کشتی‌ای می‌آید از (۱۹۲۸)